# Bourton (Cherwell)
Bourton – wieś w Anglii, w hrabstwie Oxfordshire, w dystrykcie Cherwell. Leży 40 km na północ od Oksfordu i 107 km na północny zachód od Londynu.